# Nonante-cinq tour
Nonante-cinq tour è il secondo tour musicale della cantante francese Angèle, a supporto del suo secondo album in studio Nonante-cinq (2021).

## Scaletta
1. Plus de sens
2. Tu me regardes
3. La loi de Murphy
4. Pensées positives
5. Oui ou non
6. Tout oublier
7. On s'habitue
8. Profite
9. Ta reine
10. Perdus
11. Les matins
12. Je veux tes yeux
13. Amour, haine & danger
14. Jalousie
15. Taxi
16. Solo
17. That Look You Give That Guy (cover degli Eels)
18. Tempête
19. Mauvais revês
20. Libre
21. Flou
22. Fever
23. Balance ton quoi
24. Démons
25. Bruxelles je t'aime

## Date del tour
| Data             | Città                  | Stato       | Luogo                        |
| Europa           | Europa                 | Europa      | Europa                       |
| ---------------- | ---------------------- | ----------- | ---------------------------- |
| 20 aprile 2022   | Reims                  | Francia     | Reims Arena                  |
| 4 maggio 2022    | Bordeaux               | Francia     | Arkéa Arena                  |
| 5 maggio 2022    | Tolosa                 | Francia     | Zénith de Toulouse Métropole |
| 6 maggio 2022    | Poitiers               | Francia     | Arena Futuroscope            |
| 10 maggio 2022   | Marsiglia              | Francia     | Le Dôme de Marseille         |
| 11 maggio 2022   | Nizza                  | Francia     | Palais Nikaia                |
| 12 maggio 2022   | Grenoble               | Francia     | Palais des Sports            |
| 16 maggio 2022   | Bruxelles              | Belgio      | Forest National              |
| 18 maggio 2022   | Nantes                 | Francia     | Zénith Nantes Métropole      |
| 4 giugno 2022    | Saint-Laurent-de-Cuves | Francia     | Papillons de Nuit Festival   |
| 5 giugno 2022    | Parigi                 | Francia     | We Love Green Festival       |
| 11 giugno 2022   | Barcellona             | Spagna      | Primavera Sound Festival     |
| 23 giugno 2022   | Ruoms                  | Francia     | Ardèche Aluna Festival       |
| 30 giugno 2022   | Arras                  | Francia     | Main Square Festival         |
| 2 luglio 2022    | Nort-sur-Erdre         | Francia     | Nuit de l'Erdre Festival     |
| 3 luglio 2022    | Clermont-Ferrand       | Francia     | Europavox Festival           |
| 7 luglio 2022    | Aix-les-Bains          | Francia     | Musilac Music Festival       |
| 8 luglio 2022    | Albi                   | Francia     | Pause Guitare Festival       |
| 9 luglio 2022    | Argelès-sur-Mer        | Francia     | Les Déferlantes Festival     |
| 14 luglio 2022   | La Rochelle            | Francia     | Francofolies Festival        |
| 15 luglio 2022   | Carhaix                | Francia     | Vieilles Charrues Festival   |
| 16 luglio 2022   | Dour                   | Belgio      | Dour Festival                |
| 20 luglio 2022   | Nîmes                  | Francia     | Nîmes Festival               |
| 21 luglio 2022   | Nyon                   | Svizzera    | Paléo Festival Nyon          |
| 27 luglio 2022   | Colmar                 | Francia     | Foire aux Vins Festival      |
| 30 luglio 2022   | Luxey                  | Francia     | Musicalarue Festival         |
| 31 luglio 2022   | Gignac                 | Francia     | Ecaussystème Festival        |
| 7 ottobre 2022   | Bordeaux               | Francia     | Arkéa Arena                  |
| 12 ottobre 2022  | Angers                 | Francia     | Arena Loire                  |
| 13 ottobre 2022  | Nantes                 | Francia     | Zénith Nantes Métropole      |
| 18 ottobre 2022  | Caen                   | Francia     | Zénith de Caen               |
| 19 ottobre 2022  | Rouen                  | Francia     | Zénith de Rouen              |
| 20 ottobre 2022  | Amiens                 | Francia     | Zénith d'Amiens              |
| 25 ottobre 2022  | Aix-en-Province        | Francia     | Arena du Pays d'Aix          |
| 26 ottobre 2022  | Tolone                 | Francia     | Zénith Oméga de Toulon       |
| 27 ottobre 2022  | Montpellier            | Francia     | Sud de France Arena          |
| 3 novembre 2022  | Lione                  | Francia     | Halle Tony Garnier           |
| 4 novembre 2022  | Lione                  | Francia     | Halle Tony Garnier           |
| 8 novembre 2022  | Rennes                 | Francia     | Musikhall                    |
| 9 novembre 2022  | Limoges                | Francia     | Zénith Limoges Métropole     |
| 10 novembre 2022 | Pau                    | Francia     | Zénith de Pau                |
| 21 novembre 2022 | Lilla                  | Francia     | Zénith de Lille              |
| 22 novembre 2022 | Lilla                  | Francia     | Zénith de Lille              |
| 25 novembre 2022 | Amnéville              | Francia     | Le Galaxie                   |
| 26 novembre 2022 | Strasburgo             | Francia     | Zenith di Strasburgo         |
| 2 dicembre 2022  | Nanterre               | Francia     | Paris La Défense Arena       |
| 3 dicembre 2022  | Nanterre               | Francia     | Paris La Défense Arena       |
| 10 dicembre 2022 | Anversa                | Belgio      | Sportpaleis                  |
| 19 dicembre 2022 | Bruxelles              | Belgio      | Forest National              |
| 20 dicembre 2022 | Bruxelles              | Belgio      | Forest National              |
| 21 dicembre 2022 | Bruxelles              | Belgio      | Forest National              |
| 22 dicembre 2022 | Bruxelles              | Belgio      | Forest National              |
| Nord America     |                        |             |                              |
| 6 aprile 2023    | Vancouver              | Canada      | Queen Elizabeth Theatre      |
| 8 aprile 2023    | Seattle                | Stati Uniti | Showbox SoDo                 |
| 12 aprile 2023   | San Francisco          | Stati Uniti | Warfield                     |
| 19 aprile 2023   | Los Angeles            | Stati Uniti | The Novo                     |
| 27 aprile 2023   | Québec                 | Canada      | Videotron Centre             |
| 29 aprile 2023   | Montréal               | Canada      | Centre Bell                  |
| 30 aprile 2023   | Montréal               | Canada      | Centre Bell                  |
| 4 maggio 2023    | New York               | Stati Uniti | Terminal 5                   |
| 5 maggio 2023    | New York               | Stati Uniti | Terminal 5                   |
| 6 maggio 2023    | New York               | Stati Uniti | Terminal 5                   |
| Europa           |                        |             |                              |
| 23 maggio 2023   | Londra                 | Regno Unito | Brixton Academy              |
| 26 maggio 2023   | Amsterdam              | Paesi Bassi | AFAS Live                    |